# Gongylomorphus
Gongylomorphus — рід сцинкоподібних ящірок родини сцинкових (Scincidae). Представники цього роду є ендеміками Маврикія.

## Види
Рід Gongylomorphus нараховує 3 види:
- Gongylomorphus bojerii (Desjardins, 1831)
- Gongylomorphus borbonicus Vinson, 1969
- Gongylomorphus fontenayi Vinson, 1973